# Bont elfje
Het bont elfje (Malurus lamberti) is een zangvogel uit de familie van de elfjes (Maluridae). Deze vogel is genoemd naar de Britse botanicus Aylmer Bourke Lambert.

## Verspreiding en leefgebied
De soort komt voor in zuidoostelijk Australië. De ondersoorten zijn afgesplitst  als roestschouderelfje (M. assimilis).

## Status
De grootte van de populatie is niet gekwantificeerd maar de soort wordt omschreven als plaatselijk algemeen. Op de Rode lijst van de IUCN heeft deze soort de status niet bedreigd.